# Tito Vignoli
Tito Vignoli (Rosignano Marittimo, 1º febbraio 1824 – Milano, 5 dicembre 1914) è stato un filosofo e antropologo italiano.

## Biografia
A vent'anni si trasferì a Milano, dove svolse la sua attività scientifica. Docente di antropologia presso la Reale Accademia di Scienze e Lettere, divenne nel 1893 direttore del Museo civico di storia naturale.
I suoi scritti apparvero su Il Politecnico e sulla Rivista di filosofia scientifica. Due sue opere ebbero risonanza europea: Della legge fondamentale dell'intelligenza nel mondo animale (1877) e Mito e scienza (1879); quest'ultima, tradotta in lingua tedesca nel 1880, influenzò Aby Warburg, in inglese ("Myth and Science", New York, Appleton Publication, 1882 ISBN 978-1-152-56088-8).